# Kernu
Kernu era un comune rurale dell'Estonia settentrionale, nella contea di Harjumaa. Dal 2017, Kernu fa parte del comune rurale di Saue. Il centro amministrativo del comune era la località (in estone küla) di Haiba.

## Governo locale
L'attuale sindaco (vallavanem) è Enn Karu, il presidente del consiglio comunale (volikogu esimees) è Karl-Erik Tender.

## Località
Oltre al capoluogo, il comune comprende altre 16 località:
- Allika
- Hingu
- Kaasiku
- Kabila
- Kernu
- Kibuna
- Kirikla
- Kohatu
- Kustja
- Laitse
- Metsanurga
- Mõnuste
- Muusika
- Pohla
- Ruila
- Vansi